# Камлупс (Британська Колумбія)
Камлупс (англ. Kamloops) — місто з площею 299,23 км² в провінції Британської Колумбії у Канаді. Місто налічує 85.678 мешканців (2011 р.) з густотою населення 286,3 ос./км², розташоване на висоті 345 м над рівнем моря.

## Клімат
Місто знаходиться у зоні, котра характеризується вологим континентальним кліматом з теплим літом. Найтепліший місяць — липень із середньою температурою 21.1 °C (70 °F). Найхолодніший місяць — січень, із середньою температурою -5.6 °С (22 °F).
| Клімат Камлупса         | Клімат Камлупса | Клімат Камлупса | Клімат Камлупса | Клімат Камлупса | Клімат Камлупса | Клімат Камлупса | Клімат Камлупса | Клімат Камлупса | Клімат Камлупса | Клімат Камлупса | Клімат Камлупса | Клімат Камлупса | Клімат Камлупса |
| Показник                | Січ.            | Лют.            | Бер.            | Квіт.           | Трав.           | Черв.           | Лип.            | Серп.           | Вер.            | Жовт.           | Лист.           | Груд.           | Рік             |
| Абсолютний максимум, °C | 16              | 17              | 22              | 33              | 37              | 38              | 41              | 38              | 35              | 31              | 22              | 16              | 41              |
| Середній максимум, °C   | −2              | 1               | 8               | 16              | 21              | 25              | 28              | 27              | 21              | 13              | 5               | 0               | 13              |
| Середня температура, °C | −5              | −2              | 3               | 9               | 14              | 18              | 20              | 19              | 14              | 8               | 2               | −2              | 7               |
| Середній мінімум, °C    | −8              | −6              | −1              | 3               | 7               | 11              | 13              | 12              | 8               | 3               | −1              | −5              | 2               |
| Абсолютний мінімум, °C  | −38             | −32             | −25             | −10             | −3              | 0               | 4               | 1               | −4              | −11             | −30             | −32             | −38             |
| Норма опадів, мм        | 20              | 10              | 10              | 10              | 20              | 30              | 20              | 20              | 20              | 10              | 20              | 20              | 250             |
| Днів з опадами          | 11,1            | 8               | 6,6             | 6,3             | 9,9             | 10,6            | 8,7             | 8,7             | 7,5             | 8,1             | 9,6             | 11,9            | 107,1           |
| Днів з дощем            | 3               | 2               | 1               | 1               | 2               | 4               | 3               | 3               | 2               | 2               | 3               | 3               | 32              |
| Вологість повітря, %    | 78              | 77              | 65              | 55              | 53              | 56              | 50              | 55              | 61              | 73              | 81              | 83              | 66              |
| ----------------------- | --------------- | --------------- | --------------- | --------------- | --------------- | --------------- | --------------- | --------------- | --------------- | --------------- | --------------- | --------------- | --------------- |
| Джерело: Weatherbase    |                 |                 |                 |                 |                 |                 |                 |                 |                 |                 |                 |                 |                 |

## Міста-побратими
- Уджі, Японія

## Відомі особистості
У поселенні народився:
- Дон Ешбі (1955—1981) — канадський хокеїст.